# Anta Grande do Zambujeiro

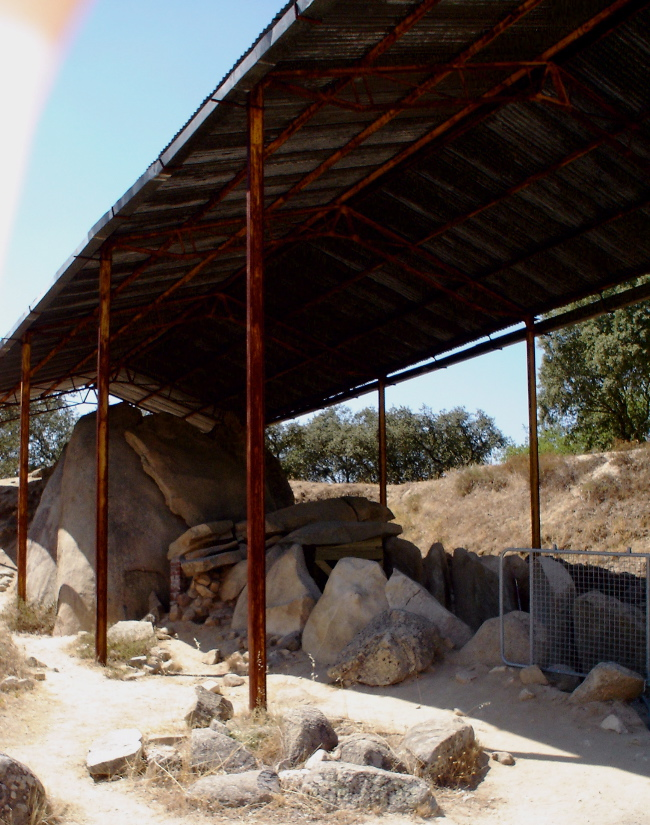
Anta Grande do Zambujeiro

Die Anta Grande do Zambujeiro ist die größte Megalithanlage Portugals. Sie befindet sich südwestlich der Stadt Évora nahe dem kleinen Fluss Ribeira da Permanca. Die Anta gehört zu den größten Megalithgräbern überhaupt, sie wird daher auch „Kathedrale der Steinzeit“ genannt und ist zum Nationaldenkmal erklärt worden. Anta ist die portugiesische Bezeichnung für etwa 5000 Megalithanlagen oder Dolmen, die während des Neolithikums im Westen der Iberischen Halbinsel von den Nachfolgern der Cardial- oder Impressokultur errichtet wurden.

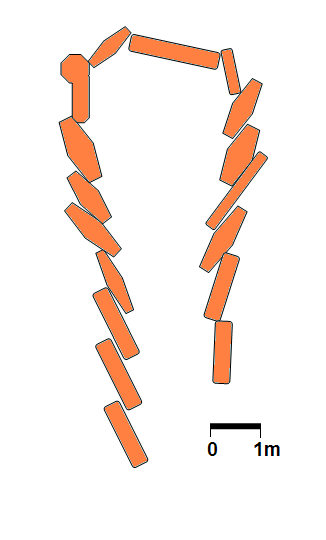
Grundriss einer „langkammerigen“ Anta

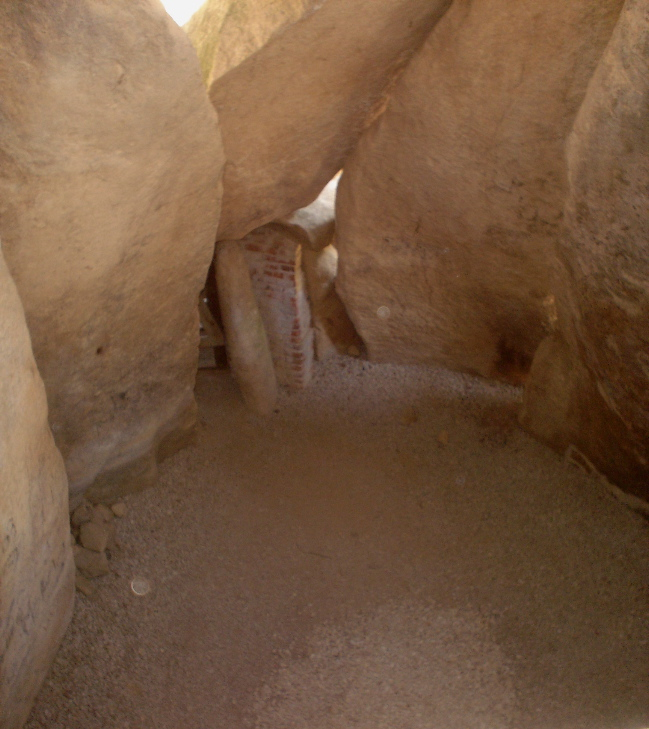
Innenansicht der Kammer

## Forschungsgeschichte
Das Grab wurde 1964 bei der Sprengung des 20 t wiegenden Decksteins entdeckt und ist heute unter einer Bedeckung aus Wellblech gegen Erosion geschützt.

## Aufbau
Der megalithische Kultbau hat einen Gesamt-Durchmesser von etwa 50 m und besteht aus einer polygonalen Kammer und einem langen Gang, die zusammen 19 m lang sind. Vor dem Eingang lag ein Steinpflaster. Die Weite der durch senkrechte Platten in Quartiere aufgeteilten Kammer, beträgt am Boden fünf Meter.
Ähnliche Quartiereinteilungen konnten in der Nordgruppe der Trichterbecherkultur besonders bei mecklenburgischen und schwedischen Anlagen beobachtet werden. Auch die in der Nähe gefundenen Schälchensteine sind in der Nordgruppe sowie in Großbritannien und Frankreich präsent. Die Anta war mit einem Erdhügel von sechs Meter Höhe und 70 m Durchmesser bedeckt. Die Tragsteine ragen heute etwa sechs Meter aus der Erde.

## Funde
Bei den Ausgrabungen wurden gefunden:
- etwa 500 Perlen, unterschiedlich in Form und Material,
- knapp 30 Steinbeile bzw. deren Fragmente
- mehr als 800 Klingen und Klingenfragmente
- 40 intakte Gefäße und 1.800 Gefäßscherben,
- 154 ritzverzierte Schieferplattenidole und etwa 1000 Fragmente,
- über 500 Pfeilspitzen

Durch besondere Fundumstände konnte eine stratigraphische Gliederung des Materials erfolgen. Danach gehören Klingen, Perlen und Steinbeile der älteren Phase an, in der Keramik, Pfeilspitzen und Schieferplattenidole noch nicht vorkommen.

## Siehe auch

Anta Grande do Zambujeiro (Valverde) Évora, Alentejo, Portugal